# Småsjöarna (Sorsele socken, Lappland, 734386-148248)
Småsjöarna är en sjö i Sorsele kommun i Lappland och ingår i Umeälvens huvudavrinningsområde. Sjön har en area på 0,0491 kvadratkilometer och ligger 835,2 meter över havet. Småsjöarna ligger i Vindelfjällen Natura 2000-område. Sjön avvattnas av vattendraget Vivojukke.

## Delavrinningsområde
Småsjöarna ingår i det delavrinningsområde (734458-148266) som SMHI kallar för Ovan 734576-148360. Medelhöjden är 813 meter över havet och ytan är 5,12 kvadratkilometer. Det finns inga avrinningsområden uppströms utan avrinningsområdet är högsta punkten. Vivojukke som avvattnar avrinningsområdet har biflödesordning 3, vilket innebär att vattnet flödar genom totalt 3 vattendrag innan det når havet efter 461 kilometer. Avrinningsområdet består mestadels av kalfjäll (99 procent). Avrinningsområdet har 0,08 kvadratkilometer vattenytor vilket ger det en sjöprocent på 1,6 procent.